# Hindú Kush

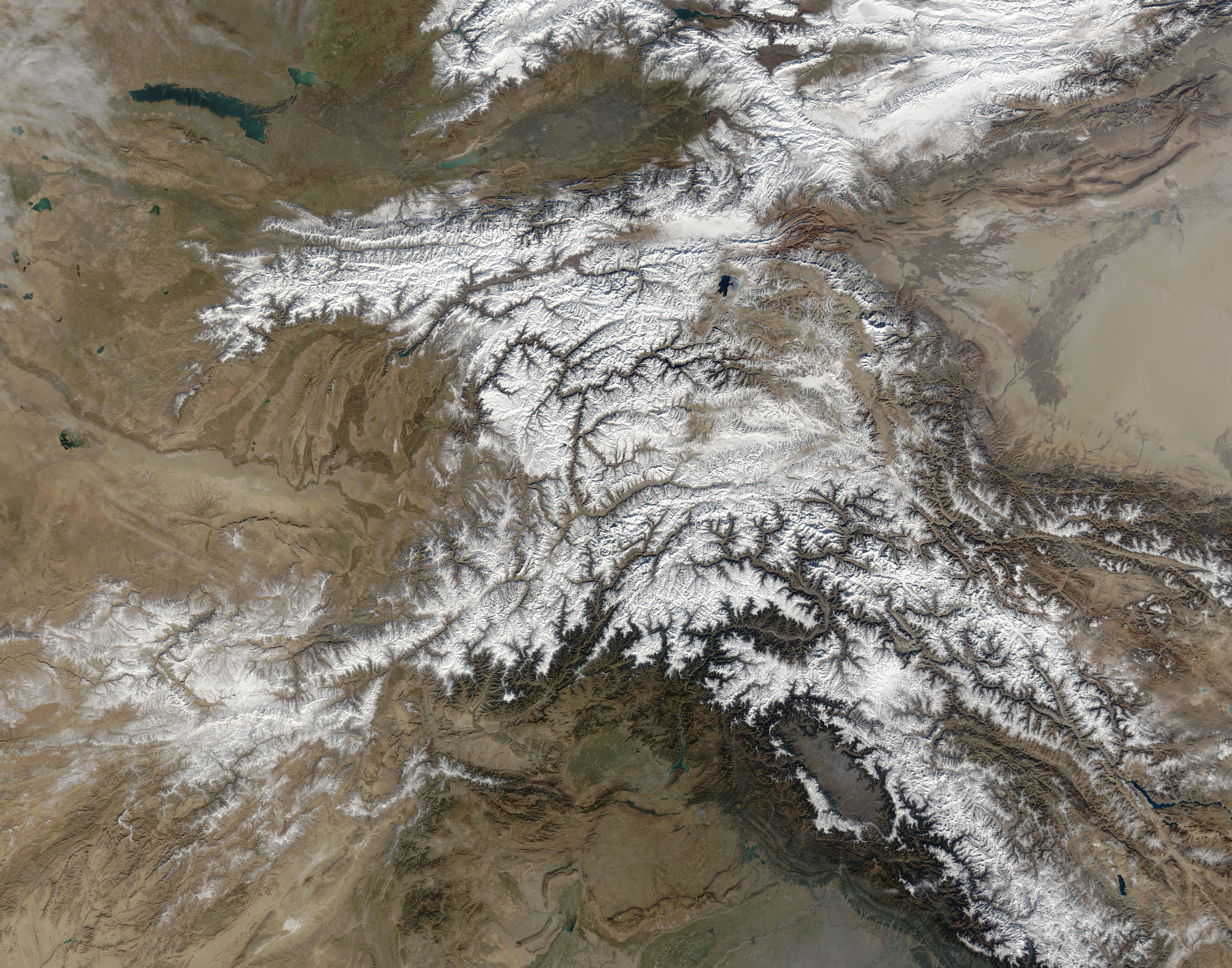
Al centro de la imagen se encuentra el Hindú Kush.

El Hindú Kush o Hindukush, o también Hindu Qūh (en persa: هندوکش) es un macizo montañoso de Asia, situado entre Afganistán y el noroeste de Pakistán. Es la prolongación más occidental de las cordilleras del Pamir, el Karakórum y el Himalaya. Con una extensión de aproximadamente 1000 km, gran parte de este sistema orográfico supera los 5000 m de altitud sobre el nivel del mar, por ejemplo en el Tirich Mīr con 7690 m (unos 40 km al norte de Chitral) o en el Kūh-e Fūlādī de 5135 metros (unos 80 km al sureste de Bāmīān). Se une con los montes de Karakórum y solo el muy elevado y estrecho valle del Vaján le separa del nudo del Pamir.

## Nombres
El significado del nombre «Hindú Kush» es «asesino de hindúes» porque los musulmanes esclavizaban a hindúes de la India y se los llevaban a Asia central, y muchos murieron al cruzar las montañas.
En la Antigüedad fue conocido por los griegos durante la expedición de Alejandro Magno, y llamado por estos Paropamisos (Παροπάμισος); luego los autores latinos los denominaron Paropamīsus o Caucasus Indicus. En los textos sánscritos es llamado Pāriyātra Parvata (पारियात्र पर्वत).

## Geología

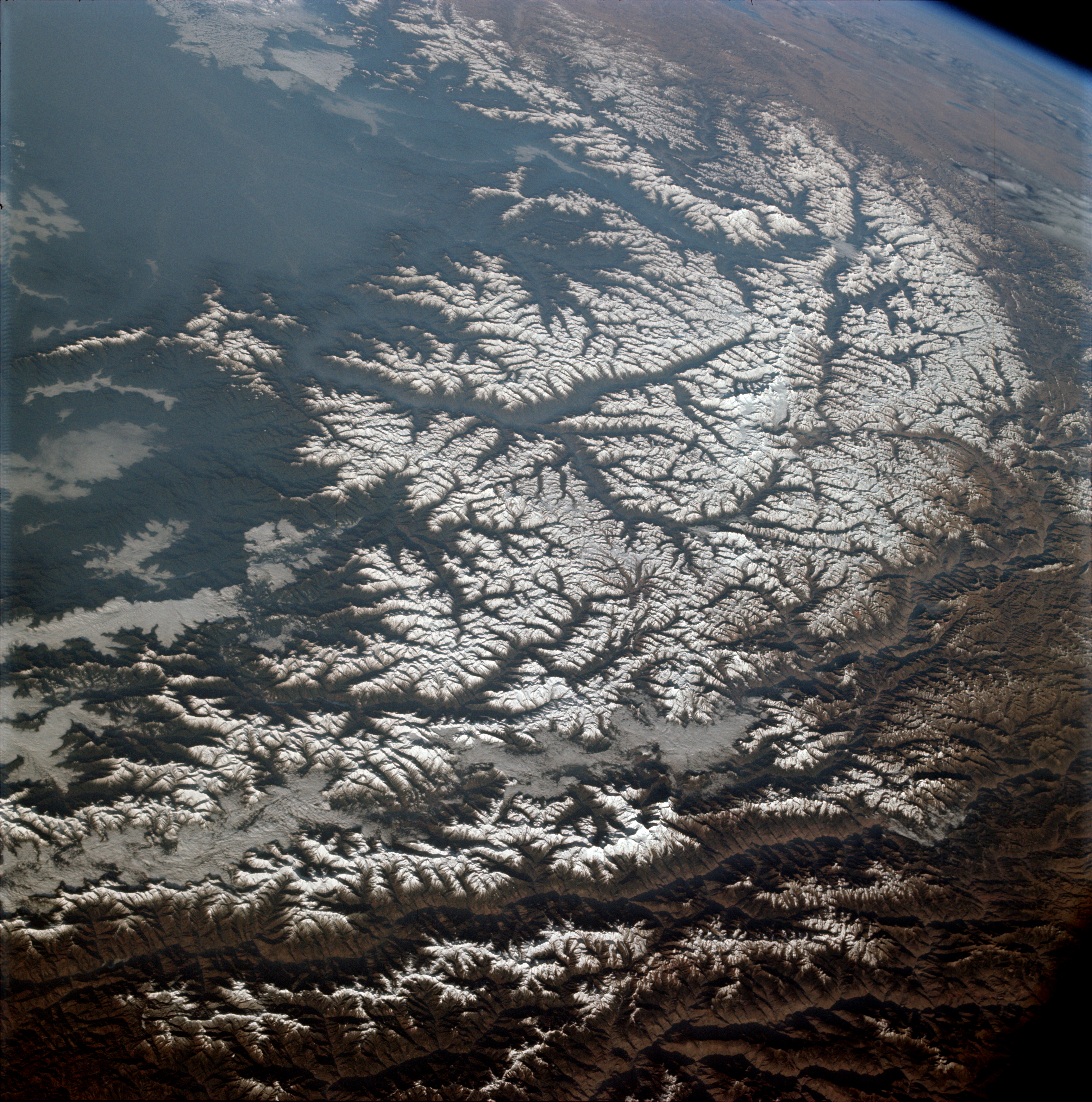
El Hindu Kush fotografiado por la nave Apolo 9.

Geológicamente, la cordillera tiene su origen en la formación de un subcontinente a partir de una región de Gondwana que se alejó de África Oriental hace unos 160 millones de años, alrededor del Jurásico Medio. El subcontinente indio, australiano y las islas del océano Índico se dispersaron aún más, derivando hacia el noreste, y el subcontinente indio colisionó con la placa euroasiática hace casi 55 millones de años, hacia el final del Paleoceno. Esta colisión creó el Himalaya, incluyendo la cordillera del Hindú Kush.
El Hindú Kush forma parte de la "joven cordillera euroasiática formada por rocas metamórficas como el esquisto, el gneis y el mármol, así como por intrusivos como el granito, la diorita de diferente edad y tamaño". Las regiones septentrionales del Hindú Kush son testigos del invierno himalayo y tienen glaciares, mientras que su extremo sudoriental es testigo de la franja de los monzones de verano del subcontinente indio.
La cordillera del Hindú Kush sigue siendo geológicamente activa y se sigue elevando; siendo frecuente los terremotos. El sistema del Hindú Kush se extiende por unos 966 kilómetros (600,2 mi) en forma lateral, y su medida media en dirección norte-sur es de unos 240 kilómetros (149,1 mi). Las montañas están orográficamente descritas en varias partes. Los picos en el Hindú Kush occidental se elevan a más de 5100 metros (5577,4 yd) y se extienden entre Darra- ye Sekari y el paso de Shibar en el oeste y el paso de Khawak en el este. Los picos centrales del Hindú Kush se elevan a más de 6800 metros (7436,6 yd), y esta sección tiene numerosas estribaciones entre el Khawak Pass en el este y el Paso de Durāh en el oeste. En 2005 y 2015 hubo algunos terremotos importantes.
El Hindú Kush oriental, también conocido como el "Alto Hindu Kush", se encuentra en su mayor parte en el norte de Pakistán y en las provincias afganas de Nuristan y Badakhshan con picos de más de 7000 metros (7655,3 yd). Este tramo se extiende desde el paso de Durāh hasta el paso de Baroghil, en la frontera entre el noreste de Afganistán y el norte de Pakistán. En el distrito pakistaní de Chitral se encuentran Tirich Mir, Noshaq y Istoro Nal –  los picos más altos del Hindú Kush. Las crestas entre el paso de Khawak y Badakshan superan los 5800 metros (6343,0 yd) y se denominan cordillera de Kaja Mohammed.
La cordillera continúa geologicamente activa y sigue elevándose. La zona es propensa a los terremotos.

## Principales ríos
El río Kabul recoge el agua de su vertiente meridional.
También por su vertiente meridional recogen aguas, para discurrir luego hacia el oeste:
- El río Hari Rud, que luego corre hacia Herat;
- El río Farah, que pasa por Farah;
- El río Helmand también.

El río Amu Darya nace en el macizo de Pamir y discurre por la vertiente norte del Hindú Kush.

## Historia

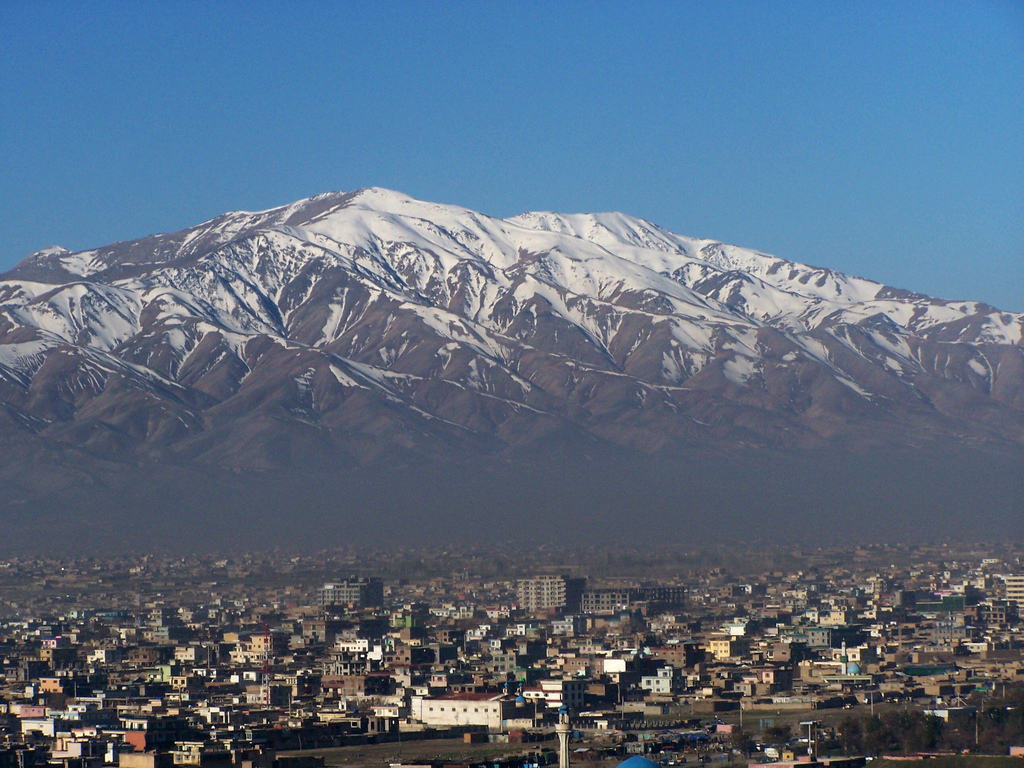
Kabul, situada a 5900 ft sobre el nivel del mar en un estrecho valle, encajada entre las montañas del Hindú Kush.

La gran altitud de las montañas tiene una importancia histórica en el sur y el centro de Asia. La cordillera del Hindú Kush fue un importante centro del budismo con sitios como los Budas de Bamiyán. También ha sido lugar de paso durante las invasiones del subcontinente indio, una región donde crecieron los talibanes y al-Qaeda, y un escenario de la guerra de la era moderna en Afganistán. En el valle de Kowkcheh se encuentran antiguas minas que producen lapislázuli, mientras que al norte de Kabul, en el valle del río Panjsher y algunos de sus afluentes, se encuentran esmeraldas de calidad gema. Según Walter Schumann, las montañas del Hindú Kush occidental han sido la fuente del mejor lapislázuli durante miles de años.
El budismo estaba muy extendido en la antigua región del Hindú Kush. Las obras de arte antiguas del budismo incluyen las gigantescas estatuas talladas en la roca llamadas los Budas de Bamiyán, en el extremo sur y oeste del Hindú Kush. Estas estatuas fueron destruidas por los islamistas talibanes en 2001. Los valles del sureste del Hindú Kush que conectaban hacia la región del Valle del Indo eran un centro importante que acogía monasterios, eruditos religiosos de tierras lejanas, redes comerciales y mercaderes del antiguo subcontinente indio.
Una de las primeras escuelas budistas, la Mahasamghika-Lokottaravāda, se destacó en la zona de Bamiyán. El monje budista chino Xuanzang visitó un monasterio de Lokottaravāda en el siglo VII de nuestra era, en Bamiyan, Afganistán. En las cuevas del Hindú Kush se han descubierto manuscritos en corteza de abedul y hojas de palma de textos de la colección de este monasterio, incluyendo sutras Mahayana, y ahora forman parte de la Colección Schøyen. Algunos manuscritos están en la lengua gāndhārī y en escritura Kharoṣṭhī, mientras que otros están en sánscrito y escritos en formas de la escritura Gupta.
Según Alfred Foucher, el Hindú Kush y las regiones cercanas se convirtieron gradualmente al budismo en el siglo I de nuestra era, y esta región fue la base desde la que el budismo cruzó el Hindú Kush expandiéndose hacia la región del valle del Oxus de Asia Central. El budismo desapareció más tarde y los lugareños se vieron obligados a convertirse al Islam. Richard Bulliet también propone que la zona al norte del Hindú Kush fue centro de una nueva secta que se había extendido hasta el Kurdistán, permaneciendo en existencia hasta la época abasí. La zona acabó cayendo bajo el control de la dinastía Hindu Shahi de Kabul. La conquista islámica de la zona se produjo bajo Sebuk Tigin que conquistó el dominio de Jayapala al oeste de Peshawar en el siglo X.

### Antigüedad
La importancia de las cordilleras del Hindú Kush se registra desde la época de Darío I de Persia. Alejandro entró en el subcontinente indio a través del Hindú Kush cuando su ejército pasó por los valles afganos en la primavera del 329 a. C. Se dirigió hacia la región fluvial del valle del Indo en el subcontinente indio en el 327 a. C., y sus ejércitos construyeron varias ciudades en esta región durante los dos años siguientes.
Tras la muerte de Alejandro en el 323 a. C., la región pasó a formar parte del Imperio seléucida, según la historia antigua de Estrabón escrita en el siglo I a. C., antes de pasar a formar parte del Imperio maurya indio hacia el 305 a. C.. La región pasó a formar parte del Imperio Kushan alrededor del inicio de la era común.

### Edad medieval
En las tierras al norte del Hindú Kush, en el dominio del Heftalita, el budismo era la religión predominante a mediados del primer milenio de la era cristiana. Estos budistas eran religiosamente tolerantes y convivían con los seguidores del Zoroastrismo, el Manichaseísmo y el Nestoriano. Cristianismo. Esta región de Asia Central a lo largo del Hindú Kush fue tomada por los turcos y árabes occidentales en el siglo VIII, enfrentándose a guerras con los iraníes principalmente. Una de las principales excepciones fue el período de mediados a finales del siglo VII, cuando la dinastía Tang de China destruyó a los turcos del norte y extendió su dominio hasta el valle del río Oxus y las regiones de Asia Central que bordean todo el Hindú Kush.

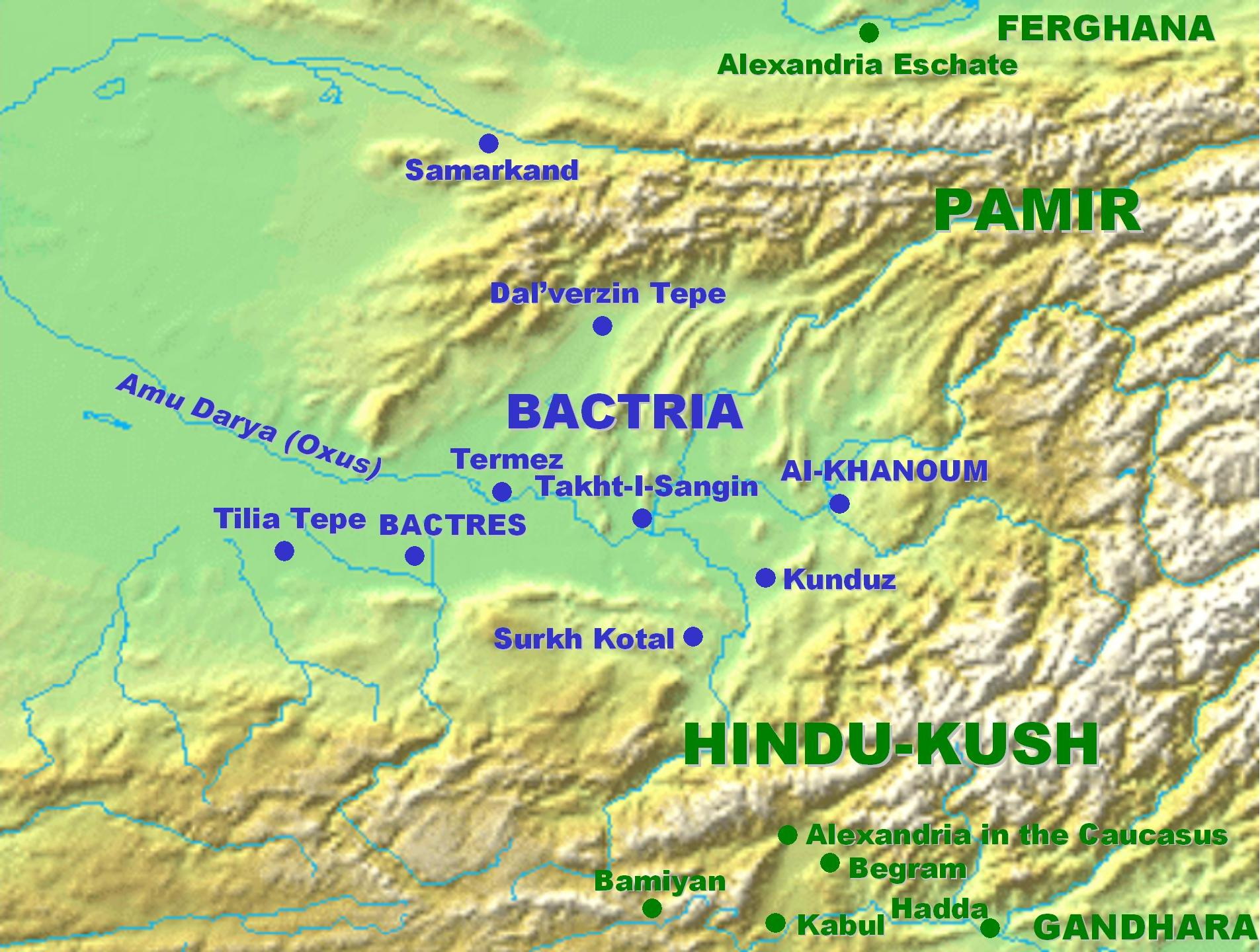
Hindú Kush en relación con Bactria, Bamiyan, Kabul y Gandhara (abajo a la derecha).

El subcontinente y los valles del Hindú Kush permanecieron sin conquistar por los ejércitos islámicos hasta el siglo IX, a pesar de que habían conquistado las regiones del sur del valle del río Indo, como la Sind. Kabul cayó en manos del ejército de Al-Ma'mun, el séptimo califa abasí, en el año 808 y el rey local acordó aceptar el Islam y pagar tributos anuales al califa. Sin embargo, afirma André Wink, las pruebas inscripcionales sugieren que la zona de Kabul, cerca del Hindú Kush, tuvo una presencia temprana del Islam. Cuando la extracción de plata de las minas del Hindú Kush estaba en su apogeo (c.850 ), el valor de la plata en relación con el oro disminuyó, y el contenido de plata en el denario carolingio se aumentó para que mantuviera su valor intrínseco.
La cordillera pasó a estar bajo el control de la dinastía Hindu Shahi de Kabul pero fue conquistada por Sebuk Tigin que tomó todo el dominio de Jayapala al oeste de Peshawar.
Mahmud de Ghazni llegó al poder en el año 998 de la era cristiana, en Ghazna, Afganistán, al sur de Kabul y de la cordillera del Hindú Kush. Comenzó una campaña militar que puso rápidamente bajo su dominio ambos lados de la cordillera del Hindú Kush. Desde su base montañosa afgana, asaltó y saqueó sistemáticamente los reinos del norte de la India desde el este del río Indo hasta el oeste del río Yamuna en diecisiete ocasiones entre 997 y 1030. Mahmud de Ghazni asaltó los tesoros de los reinos, saqueó ciudades y destruyó templos hindúes, y cada campaña comenzaba cada primavera, pero él y su ejército regresaban a Ghazni y a la base del Hindú Kush antes de que los monzones llegaran al noroeste del subcontinente. Se retractó cada vez, extendiendo sólo el dominio islámico al oeste del Punjab.
En 1017, el historiador islámico iraní Al-Biruni fue deportado tras una guerra que ganó Mahmud de Ghazni, al noroeste del subcontinente indio bajo el dominio de Mahmud. Al Biruni permaneció en la región durante unos quince años, aprendió sánscrito y tradujo muchos textos indios, y escribió sobre la sociedad, la cultura, las ciencias y la religión de la India en persa y árabe. Permaneció algún tiempo en la región del Hindú Kush, especialmente cerca de Kabul. En 1019, registró y describió un eclipse solar en lo que es la era moderna la provincia de Lagmán de Afganistán por la que pasa el Hindú Kush. Al Biruni también escribió sobre la historia temprana de la región del Hindú Kush y los reyes de Kabul, que gobernaron la región mucho antes de que él llegara, pero esta historia es inconsistente con otros registros disponibles de esa época. Al Biruni contó con el apoyo del sultán Mahmud. A Al Biruni le resultó difícil acceder a la literatura india localmente en la zona del Hindú Kush, y para explicarlo escribió: "Mahmud arruinó por completo la prosperidad del país, y llevó a cabo maravillosas hazañas por las que los hindúes se convirtieron en los átomos dispersos en todas direcciones, y como un cuento de antaño en la boca de la gente. (...) Esta es la razón, también, por la que las ciencias hindúes se han retirado lejos de aquellas partes del país conquistadas por nosotros, y han huido a lugares que nuestra mano aún no puede alcanzar, a Cachemira, Benares y otros lugares".
A finales del siglo XII, el históricamente influyente imperio ghurí dirigido por Mu'izz al-Din gobernaba la región del Hindú Kush. Influyó en la fundación del Sultanato de Delhi, desplazando la base de su sultanato desde el sur de la cordillera del Hindú Kush y Ghazni hacia el río Yamuna y Delhi. De este modo, contribuyó a llevar el dominio islámico a las llanuras del norte del subcontinente indio.
El viajero marroquí Ibn Battuta llegó al Sultanato de Delhi pasando por el Hindú Kush.<ref=sl2009/>Los pasos de montaña de la cordillera del Hindú Kush fueron utilizados por Timur y su ejército y los cruzaron para lanzar la invasión del norte del subcontinente indio en 1398. Timur, también conocido como Temur o Tamerlane en la literatura académica occidental, marchó con su ejército hacia Delhi, saqueando y matando durante todo el camino. Llegó a la capital, Delhi, donde su ejército saqueó y mató a sus habitantes. Luego llevó las riquezas y los esclavos capturados, regresando a su capital a través del Hindú Kush.
Babur, el fundador del Imperio mogol, era un descendiente patrilineal de Timur con raíces en Asia Central. Primero se estableció con su ejército en Kabul y la región del Hindú Kush. En 1526, se adentró en el norte de la India y ganó la batalla de Panipat, poniendo fin a la última dinastía del sultanato de Delhi y dando comienzo a la era de los mogoles.

#### Esclavitud

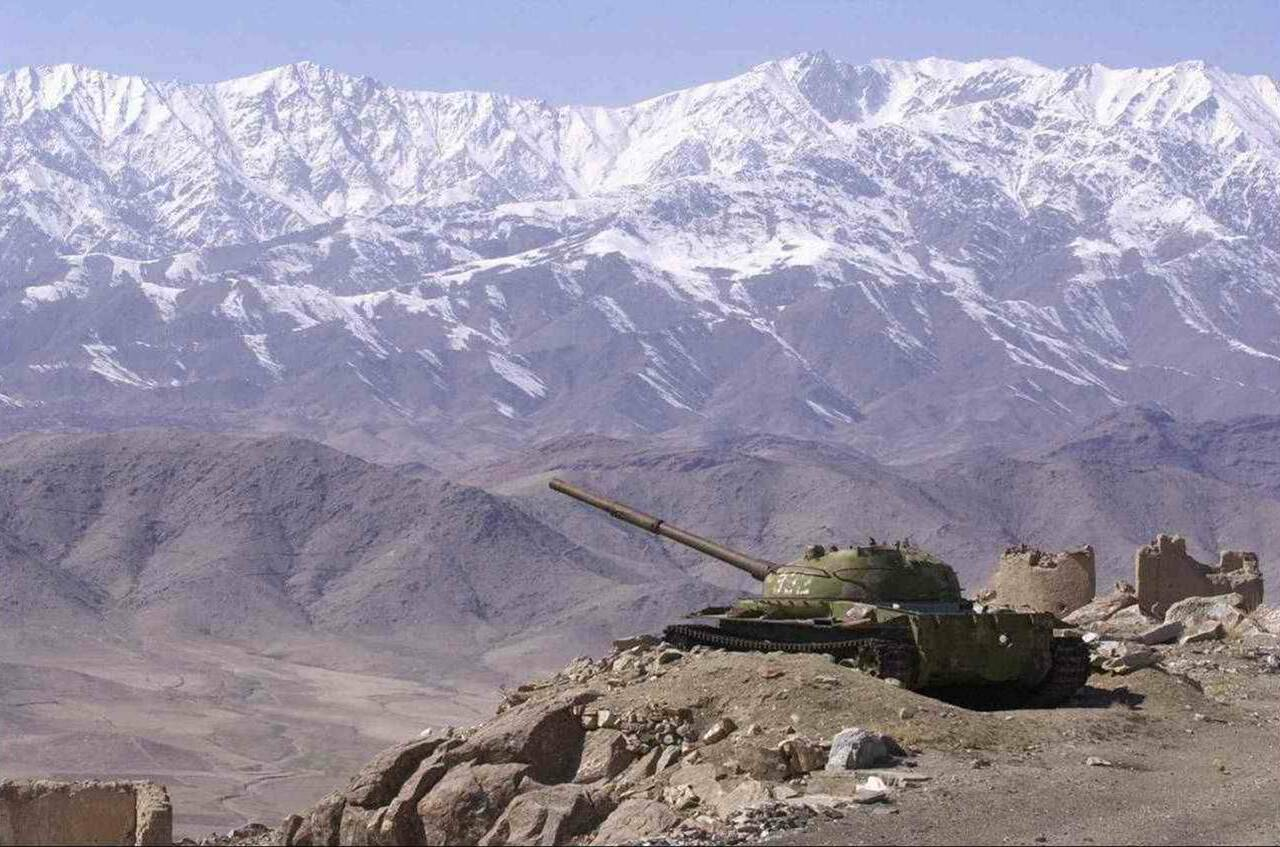
Paisaje de Afganistán con un tanque T-62 en primer plano.

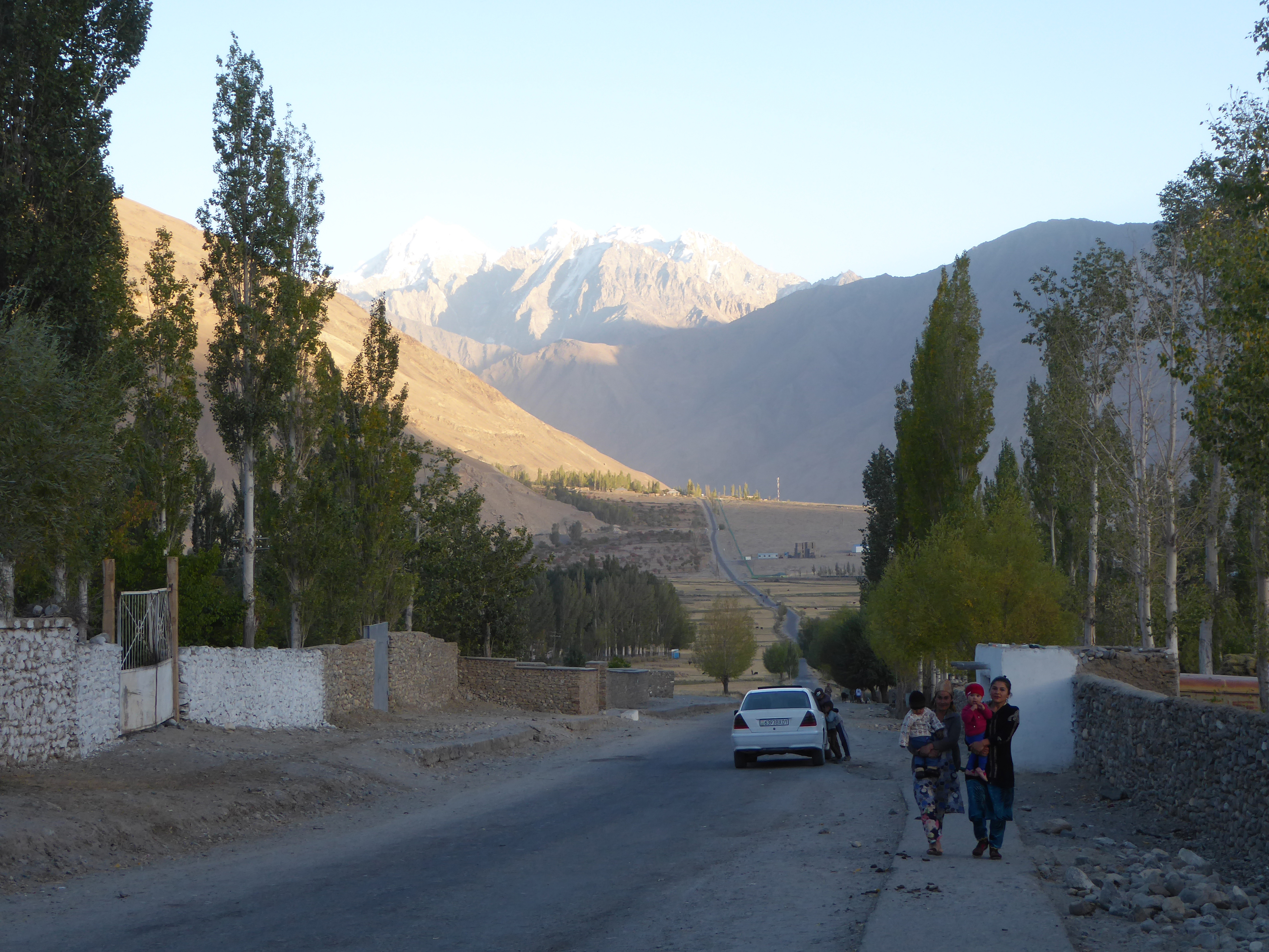
El Hindú Kush al fondo en Ishkoshim, Tayikistán.

La esclavitud, como en todas las grandes sociedades antiguas y medievales, ha formado parte de la historia de Asia Central y Asia Meridional. Los pasos de montaña del Hindú Kush conectaban los mercados de esclavos de Asia Central con los esclavos capturados en el sur de Asia. La captura y el transporte de esclavos desde el subcontinente indio se intensificaron en el siglo VIII de nuestra era y después de él, con pruebas que sugieren que el transporte de esclavos implicó a "cientos de miles" de esclavos procedentes de la India en diferentes períodos de la era del dominio islámico. Según John Coatsworth y otros, las operaciones de comercio de esclavos durante la época de los mogoles anteriores a Akbar y el sultanato de Delhi "enviaban a miles de hindúes cada año al norte, a Asia Central, para pagar por los caballos y otros bienes". Sin embargo, la interacción entre Asia Central y Asia Meridional a través del Hindú Kush no se limitaba a la esclavitud, sino que incluía el comercio de alimentos, mercancías, caballos y armas.
La práctica de asaltar tribus, cazar y secuestrar personas para el comercio de esclavos continuó durante el siglo XIX, a gran escala, alrededor del Hindú Kush. Según un informe de la Sociedad Británica contra la Esclavitud de 1874, el gobernador de Faizabad, Mir Ghulam Bey, mantenía 8.000 caballos y hombres de caballería que habitualmente capturaban como esclavos tanto a los no musulmanes como a los musulmanes chiíes. Otros presuntos implicados en el tráfico de esclavos eran señores feudales como Ameer Sheer Ali. Las comunidades aisladas del Hindú Kush fueron uno de los objetivos de estas expediciones de caza de esclavos.

### Edad Moderna
A principios del siglo XIX, el imperio sij se expandió bajo Ranjit Singh en el noroeste hasta la cordillera del Hindú Kush. Sin embargo, los habitantes del llamado Kafiristán practicaron antiguas tradiciones politeístas hasta la invasión y conversión al islamismo en 1896 a manos de los afganos bajo el Emir Abdur Rahman Khan.
El Hindú Kush sirvió de barrera geográfica para el imperio británico, lo que provocó una escasez de información y una escasa interacción directa entre los funcionarios coloniales británicos y los pueblos de Asia Central. Los británicos tuvieron que recurrir a los jefes tribales y a los nobles sadozai y barakzai para obtener información, y generalmente restaron importancia a los informes sobre la esclavitud y otros actos de violencia por consideraciones estratégicas geopolíticas.
En la época colonial, el Hindú Kush se consideraba, de manera informal, la línea divisoria entre las zonas de influencia rusa y británica en Afganistán. Durante la Guerra Fría, la cordillera del Hindú Kush se convirtió en un escenario estratégico, especialmente durante la década de 1980, cuando las fuerzas de la Unión Soviética y sus aliados afganos lucharon contra los muyahidines canalizados a través de Pakistán. Tras la retirada soviética y el fin de la Guerra Fría, muchos muyahidines se transformaron en fuerzas talibanes y de Al Qaeda que impusieron una interpretación estricta de la ley islámica (Sharia), con Kabul, estas montañas y otras partes de Afganistán como base. Otros muyahidines se unieron a la Alianza del Norte para oponerse al gobierno talibán.
Tras los atentados del 11 de septiembre de 2001 en Nueva York y Washington D. C., la campaña de Americanos y de la ISAF contra Al Qaeda y sus aliados talibanes convirtió de nuevo el Hindú Kush en una zona de conflicto militarizada.